# Fără martori
Fără martori (în rusă Без свидетелей) este un film sovietic din anul 1983, regizat de Nikita Mihalkov după un scenariu scris de Nikita Mihalkov, Sofia Prokofieva și Ramiz Fataliev. Sursa de inspirație a scenariului a constituit-o piesa de teatru „Conversație fără martori” (în rusă Беседа без свидетеля) a Sofiei Prokofieva. Rolurile principale sunt interpretate de actorii Irina Kupcenko, Mihail Ulianov și Eduard Artemiev. El a obținut Premiul FIPRESCI la Festivalul Internațional de Film de la Moscova din 1983.

## Rezumat
Filmul relatează povestea a doi foști soți care s-au iubit odată mult unul pe celălalt. El a făcut un copil cu o femeie care a murit la naștere, iar viitoarea lui soție a hotărât să adopte acel copil. După câțiva ani, el și-a părăsit soția și fiul pentru a se căsători cu fiica unui profesor universitar și a-și asigura astfel o carieră de succes și un viitor prosper. Când a aflat că fosta soție urmează să se căsătorească cu un bărbat de care depinde acum viitorul lui, dar pe care el l-a calomniat odată într-o scrisoare anonimă trimisă conducerii, fostul soț se duce să-și viziteze fosta soție pentru a afla ce își amintește ea despre acel eveniment din trecut.
Întreaga acțiune a filmului se desfășoară într-un apartament de bloc, niciunul dintre personaje nepărăsind acea locuință. Numele personajelor principale sunt necunoscute.

## Distribuție
- Irina Kupcenko - ea
- Mihail Ulianov - el, fostul soț
- Eduard Artemiev - dirijorul

## Producție
Muzica filmului a fost interpretată de Orchestra Simfonică de Stat a Cinematografiei, dirijată de Emin Haciaturian.

## Lansare
A fost lansat în anul 1983 și a avut parte de succes comercial, fiind vizionat de 6,4 milioane de spectatori în cinematografele din Uniunea Sovietică.

## Recepție
Criticul Tudor Caranfil a dat filmului două stele din cinci și a făcut următorul comentariu: „S-au iubit și s-au despărțit. Recăsătorit, el și-a asigurat ascensiunea socială. Ea l-a așteptat, crescându-i copilul. Cu scurgerea anilor, iubirea și regretele s-au stins, iar reîntâlnirea nu e decât prilej pentru dezvăluirea unor caractere. Tipic pentru universul lui Mihalkov – în care „sexul tare” e de obicei slab, iar cel „slab”, puternic în statornicia sa – acest „film de cameră” împinge convenția și mai departe decât Piati vecerov, prin respectul unităților clasice și soluțiilor necinematografice.” 

## Premii
- Festivalul Internațional de Film de la Moscova (1983) — Premiul FIPRESCI (Nikita Mihalkov)
- Festivalul Unional de Film (1984) - Premii și diplomă pentru regie (Nikita Mihalkov)
- Festivalul Internațional de Film de la Valladolid (1984) — Premiul Federației Spaniole a cluburilor de cinema (Nikita Mihalkov)